# NGC 1120
NGC 1120 (другие обозначения — IC 261, MCG -3-8-28, NPM1G -14.0136, PGC 10664) — галактика в созвездии Эридан.
Этот объект входит в число перечисленных в оригинальной редакции «Нового общего каталога».
В галактике вспыхнула сверхновая SN 2010he типа Ia, её пиковая видимая звездная величина составила 17,6.
Измеренное Ливенвортом прямое восхождение NGC 1120 было неправильным, поэтому, когда Стефан Жавел наблюдал за этой галактикой 7 декабря 1891 года, он принял её за другой объект, и NGC 1120 была занесена в Индекс-каталог под обозначением IC 261. Однако, несмотря на неправильно измеренные координаты, зарисовки Ливенворта и их сравнение с объектом Жавела доказывают, что NGC 1120 и IC 261 являются одной и той же галактикой.